# AMDgpu (módulo do kernel Linux)
AMDgpu é um driver de dispositivo de código aberto para o sistema operacional Linux desenvolvido pela AMD para dar suporte à sua linha Radeon de placas de vídeo (GPUs). Foi anunciado em 2014 como o sucessor do driver de dispositivo radeon anterior como parte da nova estratégia de driver "unificada" da AMD, e foi lançado em 20 de abril de 2015.

## Desenvolvimento
Ele assume a forma de um módulo de kernel na árvore.
A partir de 2022, o AMD Kernel Fusion Driver (KFD) agora está integrado neste módulo do kernel. O desenvolvimento do AMD KFD na AMD faz parte do ROCm, dentro do projeto ROCk.

## Distribuição
O AMDgpu foi totalmente implementado e novos desenvolvimentos continuam a fazê-lo.
Como o AMDgpu faz parte do kernel Linux monolítico, ele é fornecido diretamente pela maioria das distribuições Linux. O pacote suite/script de instalação amdgpu-pro, distribuído pela AMD diretamente da AMD Radeon Software, envia um módulo de kernel AMDgpu um pouco mais confiável e atualizado em comparação aos kernels enviados em distribuições regulares de sistemas operacionais.

## Comunidade
O desenvolvimento do módulo do kernel acontece entre a AMD e os mantenedores do Linux, as discussões acontecem nas listas de discussão do freedesktop.org - o freedesktop é o lar dos principais projetos gráficos do Linux, como Mesa, libdrm, Xorg, Wayland.

## Suporte
O AMDgpu suporta oficialmente placas criadas com base no GCN 1.2 ou superior, incluindo novos conjuntos de instruções como RDNA 1&2, CDNA.

### Problemas de suporte
Embora em 2022 o suporte para GCN 1.0/1.1 é incompleto, ele pode ser habilitado por um parâmetro do kernel e algumas distribuições Linux o habilitam por padrão.

Drivers de dispositivos Linux para hardware AMD em agosto de 2016